# Elpenbach
Elpenbach ist der Name eines Bachlaufes in Oberhausen in den Stadtbezirken Osterfeld und Sterkrade. Frühere Bezeichnungen des Baches lauteten Sterkrader Bach oder Mühlenbach.

## Verlauf
Sein Quellgebiet liegt in Klosterhardt, an der Einmündung der Schwarzwaldstraße in die Harkortstraße; jedoch ist der Bach bereits nach 200 Metern verrohrt und tritt erst in 500 Metern Entfernung, an der Elpenbachstraße, wieder ans Tageslicht. Von dort verläuft er durch einen Grünzug zur St.-Antony-Hütte, speist dort den ehemaligen Hüttenteich und fließt anschließend in einem renaturierten Bereich bis zur Elly-Heuss-Knapp-Stiftung. Der weitere Verlauf ist verrohrt und mündet in den Hauptkanal Sterkrade der Emschergenossenschaft.

## Bachhistorie
In der Geschichte der St.-Antony-Hütte spielte der Elpenbach eine wichtige Rolle für die Wasserversorgung. Zwischen 1752 und 1756 war er Gegenstand einer Auseinandersetzung zwischen dem bachabwärts gelegenen Kloster Sterkrade und den Hüttenbesitzern. Die Nonnen des Klosters erhoben Einspruch gegen die Hüttengründung, weil sie eine Verschmutzung des Baches sowie eine Überschwemmungsgefahr durch ein Brechen des Staudammes befürchteten.
Von 1925 bis 1955 speiste er das an der Elpenbachstraße (früher Bachstraße) gelegene Freibad "Sommerbad Klosterhardt".